# Ümitcan Güreş
Ümit Can Güreş (Turquía, 24 de junio de 1999) es un nadador especializado en pruebas de estilo mariposa. Fue medalla de bronce en la prueba de 50 metros mariposa durante el Campeonato Europeo de Natación en Piscina Corta de 2019.
Representó a Turquía en los Juegos Olímpicos de Tokio 2020.

## Palmarés internacional
| Campeonato Europeo de Natación en Piscina Corta | Campeonato Europeo de Natación en Piscina Corta | Campeonato Europeo de Natación en Piscina Corta | Campeonato Europeo de Natación en Piscina Corta |
| Año                                             | Lugar                                           | Medalla                                         | Prueba                                          |
| ----------------------------------------------- | ----------------------------------------------- | ----------------------------------------------- | ----------------------------------------------- |
| 2019                                            | Glasgow (Reino Unido)                           | Medalla de bronce                               | 50 mariposa                                     |